# ITTF World Tour 2012
Navigation
ITTF Pro Tour 2011 ITTF World Tour 2013
L'ITTF World Tour 2012 aussi appelé ITTF Pro Tour 2012 est une série de tournois professionnels de tennis de table (masculins et féminins) organisé par l'ITTF. La saison se tient du 17 janvier 2012 au 9 décembre 2012. Le calendrier compte plusieurs catégories de tournois différents : les tournois majeurs World Tour, les tournois du circuit satellite et la Grande Finale.
Depuis 2012, l'ITTF Pro Tour change de nom et devient officiellement l'ITTF World Tour.
Le Pro Tour 2012 compte 21 tournois, appelés aussi Open, qui comptent pour la qualification pour la Grande Finale.

## Répartition des points de classement
Les points de classement varient selon la catégorie de tournois.
|                    | Super Series (6×) | Super Series (6×) | Super Series (6×) | Major Series (4×) | Major Series (4×) | Major Series (4×) | Challenge Series (10×) | Challenge Series (10×) | Challenge Series (10×) |
| Simple             | Double            | U-21              | Simple            | Double            | U-21              | Simple            | Double                 | U-21                   |                        |
| Vainqueur          | 300               | 300               | 300               | 200               | 200               | 200               | 100                    | 100                    | 100                    |
| Finaliste          | 150               | 150               | 150               | 100               | 100               | 100               | 50                     | 50                     | 50                     |
| Demi-finaliste     | 75                | 75                | 75                | 50                | 50                | 50                | 25                     | 25                     | 25                     |
| Quart de finale    | 38                | 38                | 38                | 25                | 25                | 25                | 13                     | 13                     | 13                     |
| Huitième de finale | 19                | 19                | 19                | 13                | 13                | 13                | 6                      | 6                      | 6                      |
| 16eme de finale    | 9                 | –                 | 9                 | 6                 | –                 | 6                 | 3                      | –                      | 3                      |
| 32eme de finale    | 5                 | –                 | 5                 | 3                 | –                 | 3                 | 2                      | –                      | 2                      |

## Tournois
- World Tour
- Satellite circuit
- Grand Finals

| N° | Lieu                               | Date        | Vainqueurs Messieurs | Vainqueurs Messieurs          | Vainqueurs Messieurs  | Vainqueurs Dames  | Vainqueurs Dames             | Vainqueurs Dames      | Dotation    |
| N° | Lieu                               | Date        | Simple               | Double                        | U-21                  | Simple            | Double                       | U-21                  | Dotation    |
| -- | ---------------------------------- | ----------- | -------------------- | ----------------------------- | --------------------- | ----------------- | ---------------------------- | --------------------- | ----------- |
| 1  | Open de Hongrie, Budapest          | 17.1.–21.1. | Ma Long              | Chen Qi Ma Lin                | Jung Young-sik        | Liu Shiwen        | Ding Ning Liu Shiwen         | Kang Mi-soon          |             |
| 2  | Open de Slovénie, Velenje          | 25.1.–29.1. | Zhang Jike           | Zhang Jike Ma Long            |                       | Ding Ning         | Ding Ning Guo Yan            | Shiho Matsudaira      |             |
| 3  | Open du Qatar, Doha                | 7.2.–11.2.  | Xu Xin               | Xu Xin Ma Lin                 | Simon Gauzy           | Chen Meng         | Li Xiaodan Wen Jia           | –                     |             |
| 4  | Open du Koweït, Koweït             | 14.2.–18.2. | Jun Mizutani         | Gao Ning Li Hu                | –                     | Feng Yalan        | Chen Meng Zhu Yuling         | –                     |             |
| 5  | Open d'Espagne, Almería            | 18.4.–22.4. | Chuang Chih-yuan     | Kenji Matsudaira Jun Mizutani | Kim Dong-hyun         | Kim Kyung-ah      | Kim Kyung-ah Park Mi-young   | Kasumi Ishikawa       |             |
| 6  | Open du Chili, Santiago            | 25.4.–29.4. | Gao Ning             | Yang Zi Zhan Jian             | Feng Chen             | Kim Kyung-ah      | Hiroko Fujii Misako Wakamiya | Kasumi Ishikawa       |             |
| 7  | Open de Corée du Sud, Incheon      | 16.5.–20.5. | Zhang Jike           | Xu Xin Ma Long                | Kristian Karlsson     | Liu Shiwen        | Ding Ning Liu Shiwen         | Kasumi Ishikawa       |             |
| 8  | Open de Biélorussie Minsk          | 17.5.–20.5. | Vasily Lakeev        | –                             | Mizuki Oikawa         | Polina Mikhailova | –                            | Alina Arlouskaya      |             |
| 9  | Open de Chine, Shangai             | 23.5.–27.5. | Xu Xin               | Wang Hao Ma Long              | Chen Chien-an         | Li Xiaoxia        | Jiang Huajun Lee Ho Ching    | Myong Sun Ri          |             |
| 10 | Open de Croatie, Zagreb            | 24.5.–27.5. | Ruiwu Tan            | –                             | Kohei Sambe           | Szandra Pergel    | –                            | Elena Dubkova         |             |
| 11 | Open du Japon, Kobe                | 6.6.–10.6.  | Jun Mizutani         | Kim Min-seok Seo Hyun-deok    | Jung Young-sik        | Yanfei Shen       | Hiroko Fujii Misako Wakamiya | Kasumi Ishikawa       |             |
| 12 | Open de Suède, Helsinborg          | 7.6.-10.6.  | Hampus Nordberg      | –                             | –                     | Kim Song-i        | –                            | –                     |             |
| 13 | Open du Brésil, Rio de Janeiro     | 13.6.–17.6. | Oh Sang-eun          | Oh Sang-eun Ryu Seung-min     | Harmeet Desai         | Kim Kyung-ah      | Li Jiawei Wang Yuegu         | Ariel Hsing           |             |
| 14 | Open du Maroc, Rabat               | 22.6.–25.6. | Noshad Alamiyan      | –                             | Noshad Alamiyan       | Matilda Ekholm    | –                            | Stéphanie Loeuillette |             |
| 15 | Open de Chine, Suzhou              | 22.8.–26.8. | Hao Shuai            | Xu Xin Wang Liqin             | Chen Chien-an         | Chen Meng         | Chen Meng Zhu Yuling         | Yang Ha-eun           |             |
| 16 | Open de République tchèque, Pilsen | 29.8.–2.9.  | Christian Suss       | Lee Sang-su Seo Hyun-deok     | Asuka Sakai           | Liu Jia           | Hiroko Fujii Misako Wakamiya | Jeon Ji-hee           |             |
| 17 | Open de Russie, Iekaterinbourg     | 12.9.–16.9. | Xu Xin               | Xu Xin Fang Bo                | Patrick Franziska     | Feng Yalan        | Chang Chenchen Rao Jingwen   | Sabine Winter         |             |
| 18 | Open de Belgique, Anvers           | 26.9.–29.9. | Yannick Vostes       | –                             |                       | Szandra Pergel    | –                            |                       |             |
| 19 | Open d'Egypte, Le Caire            | 4.10.–7.10. | Vasily Lakeev        | –                             | Sathiyan Gnanasekaran | Sara Ramirez      | –                            | Nadeen El-Dawlatly    |             |
| 20 | Open d'Allemagne, Brême            | 31.10.–4.11 | Dimitrij Ovtcharov   | Jiang Tianyi Wong Chung Ting  | Noshad Alamiyan       | Yanfei Shen       | Petrissa Solja Sabine Winter | Petrissa Solja        |             |
| 21 | Open de Pologne, Varsovie          | 7.11.–11.11 | Wang Hao             | Kenta Matsudaira Koki Niwa    | Yuto Muramatsu        | Ding Ning         | Cheng I-Ching Huang Yi-Hua   | Zhou Yihan            |             |
| 22 | Grande finale, Hangzhou            | 6.12.–9.12  | Xu Xin               | Gao Ning Li Hu                | Patrick Franziska     | Liu Shiwen        | Feng Tianwei Yu Mengyu       | Kasumi Ishikawa       | $ 1.004.000 |

## Grande finale
La Grande Finale du Pro Tour ITTF 2012 a eu lieu du 6 au 9 décembre 2012  à Hangzhou, Chine.
| Event                           | Or                     | Argent                     | Bronze                      |
| ------------------------------- | ---------------------- | -------------------------- | --------------------------- |
| Simples messieurs               | Xu Xin                 | Wang Hao                   | Chuang Chih-yuan            |
| Simples messieurs               | Xu Xin                 | Wang Hao                   | Ma Lin                      |
| Simples dames                   | Liu Shiwen             | Ding Ning                  | Chen Meng                   |
| Simples dames                   | Liu Shiwen             | Ding Ning                  | Feng Tianwei                |
| Doubles messieurs               | Gao Ning Li Hu         | Niwa Koki Kishikawa Seiya  | Oh Sang-eun Ryu Seung-min   |
| Doubles messieurs               | Gao Ning Li Hu         | Niwa Koki Kishikawa Seiya  | Lee Jung-woo Kim Dong-hyun  |
| Doubles dames                   | Feng Tianwei Yu Mengyu | Cheng I-ching Huang Yi-hua | Jiang Huajun Lee Ho Ching   |
| Doubles dames                   | Feng Tianwei Yu Mengyu | Cheng I-ching Huang Yi-hua | Park Young-sook Lee Eun-hye |
| Simples Garçons moins de 21 ans | Patrick Franziska      | Noshad Alamiyan            | Jeoung Young-sik            |
| Simples Garçons moins de 21 ans | Patrick Franziska      | Noshad Alamiyan            | Yuto Muramatsu              |
| Simples Filles moins de 21 ans  | Kasumi Ishikawa        | Chen Szu-yu                | Cheng I-ching               |
| Simples Filles moins de 21 ans  | Kasumi Ishikawa        | Chen Szu-yu                | Jeon Ji-hee                 |